# اددیویل (نبراسکا)

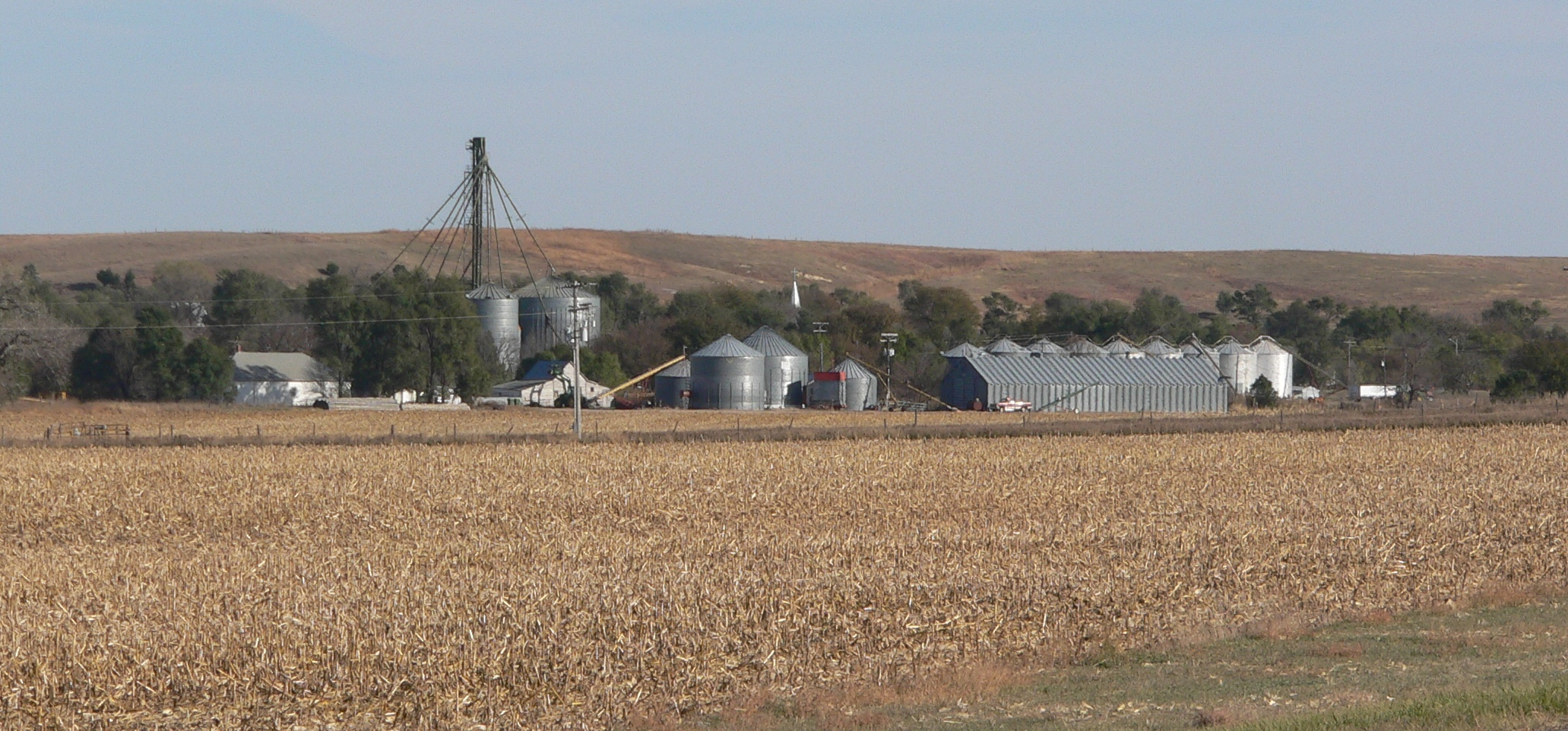

اددیویل(به انگلیسی: Eddyville) شهری در ایالت نبراسکا کشور ایالات متحده آمریکا است که جمعیت آن در سرشماری سال ۲۰۱۰ میلادی، ۹۷ نفر بوده‌است.